# Törles Knöll
Törles Tim Knöll (* 13. September 1997 in Dieburg) ist ein deutscher Fußballspieler. Der Stürmer spielt aktuell bei NK Vukovar ’91 in Kroatien.

## Karriere

### Vereine
Knöll wurde in der Jugend u. a. beim SV Darmstadt 98, bei Eintracht Frankfurt und dem 1. FSV Mainz 05 ausgebildet.
Zur Saison 2016/17, seiner ersten Spielzeit im Herrenbereich, wechselte er zum Hamburger SV, bei dem er zunächst dem Kader der zweiten Mannschaft (U21) angehörte. In seiner ersten Saison im Herrenbereich erzielte er in 32 Einsätzen in der viertklassigen Regionalliga Nord 17 Treffer.
Nachdem Knöll in den ersten sechs Spielen der Regionalliga-Saison 2017/18 sieben Treffer erzielt hatte und in der Offensive der ersten Mannschaft mit Bobby Wood, Nicolai Müller, Filip Kostić und Aaron Hunt einige Spieler verletzt ausgefallen waren, nominierte ihn Trainer Markus Gisdol für das Bundesligaspiel gegen Hannover 96 am 4. Spieltag in den Spieltagskader. Bei der 0:2-Niederlage des HSV am 15. September 2017 wurde er in der 73. Spielminute für Albin Ekdal eingewechselt. In der Folge konnte sich Knöll nicht im Profikader etablieren und stand bei keinem weiteren Bundesligaspiel im Spieltagskader. Die Wintervorbereitung absolvierte er ebenfalls nicht mit den Profis und zählte in der Folge wieder fest zum Kader der zweiten Mannschaft – auch, nachdem der bisherige U-21-Trainer Christian Titz die Profis übernommen hatte. In der Regionalliga Nord erzielte Knöll in 30 Einsätzen 21 Treffer.
Zur Saison 2018/19 wechselte Knöll zum Bundesliga-Aufsteiger 1. FC Nürnberg. Am 22. September 2018 erzielte er im Heimspiel gegen Hannover 96 sein erstes Bundesligator zum 2:0-Endstand. Am Saisonende stand für den Stürmer und den Club der Wiederabstieg in die 2. Liga an.
Der seinerseits in die 2. Bundesliga aufgestiegene SV Wehen Wiesbaden verpflichtete Knöll zum 4. Spieltag der Spielzeit 2019/20 leihweise bis Saisonende. Bei den Hessen kam er nicht an Stammangreifer Manuel Schäffler vorbei und absolvierte, überwiegend als Einwechselspieler, 18 Ligaspiele. Knöll schoss zwei Tore und musste mit der Mannschaft am Saisonende zurück in die 3. Liga.
Der Stürmer kehrte zunächst nach Nürnberg zurück, wechselte jedoch Mitte August 2020 zum kroatischen Erstligisten NK Slaven Belupo. Nach 35 Ligaeinsätzen in der Saison 2020/21 wechselte er Ende August 2021 zurück nach Deutschland und schloss sich dem Drittligisten Türkgücü München an. Der Verein musste Ende Januar 2022 Insolvenz anmelden und den Spielbetrieb rund zwei Monate später nach dem 31. Spieltag einstellen. Knöll war bis dahin in 16 Drittligaspielen zum Einsatz gekommen und hatte ein Tor erzielt.

### Nationalmannschaft
Knöll wurde im März 2017 erstmals von U20-Nationaltrainer Guido Streichsbier für die deutsche Juniorenauswahl berufen. Diese Berufung galt laut Streichsbier als letzte Maßnahme, sich für die U20-Weltmeisterschaft in Südkorea zu empfehlen. Knöll wurde schließlich für den WM-Kader nominiert und absolvierte beim Turnier drei Spiele bis zum Ausscheiden der Mannschaft im Achtelfinale. Bei seinem Debüt für die U21-Nationalmannschaft am 16. November 2018 in Offenbach am Main beim 3:0-Sieg über die U21-Nationalmannschaft der Niederlande erzielte er mit dem Treffer zum 3:0 in der 80. Minute sein erstes Länderspieltor.

## Persönliche Auszeichnungen
- Torschützenkönig der Regionalliga Nord: 2018